# 持石榴的聖母
《持石榴的聖母》（意大利語：Madonna della Melagrana）是意大利文藝復興時期来自佛羅倫薩的畫家波提切利於大約1487年繪製的木板蛋彩畫，現藏於意大利的烏菲茲美術館。這幅聖母子像採用稱作“通多”（義大利語：tondo）的圓形構圖，將觀眾的注意力集中在畫面中心環繞著天使的聖母與聖嬰身上。波提切利作為佛羅倫薩文藝復興時期的領銜藝術家，以寫實風格，运用油性蛋彩技法绘制出人物逼真的面貌。画中圣母玛利亚温柔地怀抱着圣婴，左手持一枚石榴。
石榴在这件宗教题材作品的象征意义中有数种不同的解读。历史上存在《持石榴的圣母》的许多仿作，其中大部分是其他画家在学习绘画时临摹的。

## 历史
波提切利在佛罗伦萨出生并长大，他一生中的大部分时间都待在这里，并成为了意大利文艺复兴时期最受尊敬的艺术家之一。在青少年时期他辍学并开始接受艺术训练，师从佛罗伦萨最有影响力的艺术家之一飞利浦·利皮。利皮在佛罗伦萨受著名的富有权势的美第奇家族庇护，同时为当地的修道院和教堂进行创作。他以画面中清晰的线条和对女性人物的运用而知名，这些特点也深刻影响着波提切利的艺术创作。在创作《持石榴的圣母》时，波提切利已小有名气。
这幅作品很有可能是在1487年受佛罗伦萨共和国的治安法庭委托为其觐见厅绘制。在十七世纪时，这幅画成为了佛罗伦萨共和国最为重要的艺术收藏家之一莱奥波尔多·德·美第奇私人收藏的一部分，并在1780年时入藏乌菲兹美术馆并长期展出。

## 内容及风格
画中的人物形象清晰可辨。位于中央的是圣母，她左右两侧各有三位天使对称环绕。这些天使手持百合花与玫瑰花环敬拜圣母。圣婴安然卧于圣母玛利亚怀中，母子二人共同轻抚着一枚石榴。七苦圣母和圣婴呈现出的神情旨在使观众联想到耶稣在之后被钉十字架时要经历的苦难。
《持石榴的圣母》运用文艺复兴艺术中常见的写实风格，将人物描绘地栩栩如生。波提切利通过竖直方向的线条描绘闪耀的天界圣光，将观众的注意力引向圣母玛利亚、耶稣以及他们手中的石榴。画面整体的圆形构图更有利于引导观众视线聚焦。
波提切利以描绘皮肤的笔触和颜色而出名，并乐于接受时下的新兴技术。在绘制这幅作品时，波提切利首先在画板上用炭笔徒手画出精细的底稿确定人物轮廓，接着使用油性蛋彩颜料进行上色。这是一种在蛋液中加入油的新兴改良颜料，能够使画面变得更加通透。他在上色时常运用薄涂法，逐层施加极薄的颜料，在这幅画中就能见到半透明的白色、赭石、朱砂及胭脂颜料薄层相互重叠。他所绘的女性面容呈现瓷器般苍白的质感，并在脸颊、鼻尖与嘴唇部位点缀有朦胧的粉红色晕染。在绘制圣婴等婴儿形象时，波提切利则偏好使用更鲜艳的朱砂等色彩，并点缀以胭脂等颜色。波提切利使用的颜料虽以冷色调为主，但也包含着丰富的色彩变化。圣母玛利亚与耶稣的肤色及衣饰的色彩更为明亮，而环绕天使的色调则相对深沉，借此进一步突出画面主体。

## 画面解读
对于圣母与圣婴手中握持的石榴，有多种不同学派给出解读。

### 心脏解剖学的类比
画中的石榴被解读为对心脏解剖结构的精准描绘。15世纪末，人们对人体解剖学重新产生兴趣，并试图重新发掘出已经失传的古老医学知识。文艺复兴时期的艺术家通过解剖尸体而重新掌握了这些知识，并发现掌握解剖学知识极具价值，因为能使他们更深入地理解人体结构，从而提升作品的写实性。
在基督教中，石榴象征着耶稣受难与复活的完满性。石榴籽被剩下并在来年再生，象征着生命从死亡再到复活的过程。石榴的红色籽粒能让观众联想到耶稣为拯救人类而流下的鲜血。
石榴被剥开的部分展示了非对称的腔室结构，类似于心脏的心腔。波提切利画出了石榴果实的内膜，将籽粒分成在五份，分别代表着心房、心室以及肺动脉。石榴的花冠则被分成两部分，象征上腔静脉和带有三个分支的主动脉弓。此外，石榴放在圣母左胸前方，其位置恰好与心脏相同。这些解剖结构上的惊人相似性和它的放置位置使“玛利亚与耶稣手持的石榴内隐藏着一颗心脏”的假说更具合理性。

### 圣母的美德
画中石榴也可能是为了帮助凸显圣母玛利亚的形象。尽管耶稣是基督教的核心人物，但其母亲圣母玛利亚也至关重要。她在耶稣的成长过程中提供了坚实的情感与物质基础，帮助着圣子的全面发展，随着耶稣成长持续给予支持，并提供恰当的滋养。作为母亲，她的职责还包括提供保护，以及教导令耶稣终生受用的必要技能、规诫与价值观。玛利亚虔诚地接受了生育并抚养上帝之子的神圣使命，展现出勇气、慈爱等诸多高尚美德。

## 外部連結
- Sandro Filipepi called Botticelli - Picture of Madonna of the Pomegranate • Uffizi Gallery